# Strib
Strib is een plaats in de Deense regio Zuid-Denemarken, gemeente Middelfart. De plaats telt 4766 inwoners (2020).
- Bibliothèque nationale de France: cb155365365 (data)
- Virtual International Authority File: 10144648149232712735